# Balgfrucht

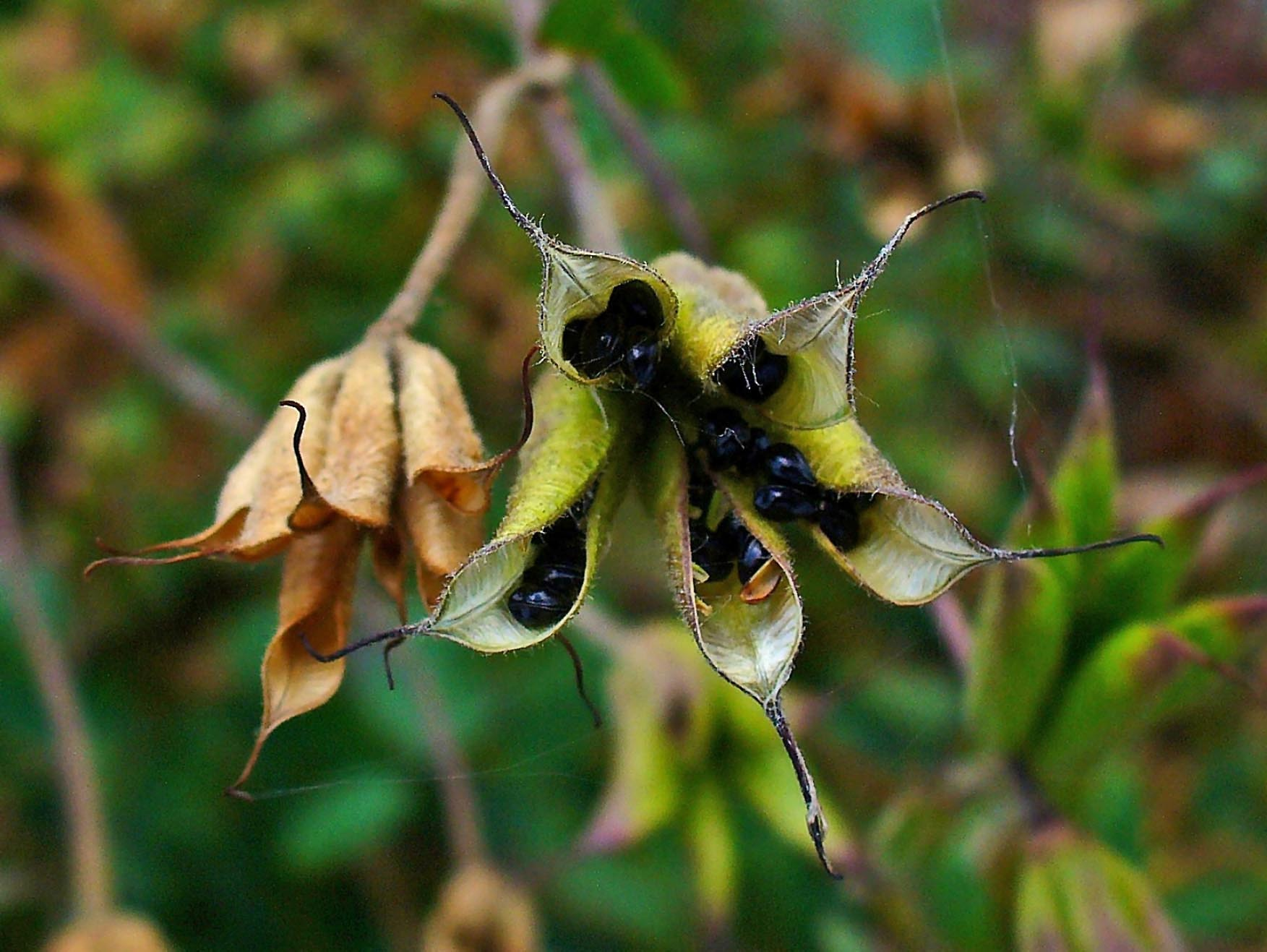
Gemeine Akelei, Balgfrüchte

Balgfrucht von Brachychiton populneus

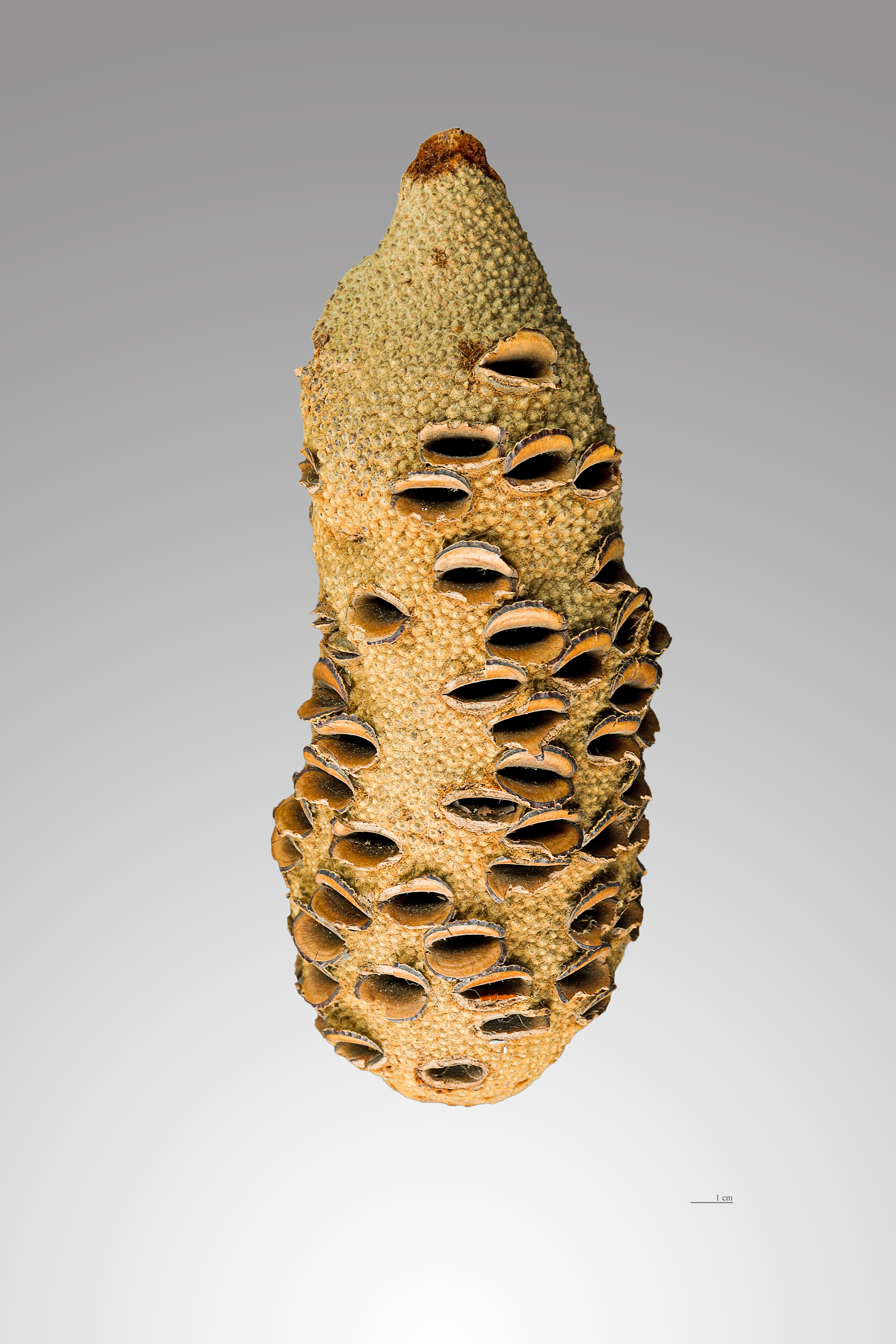
Balgfrucht von Banksia grandis

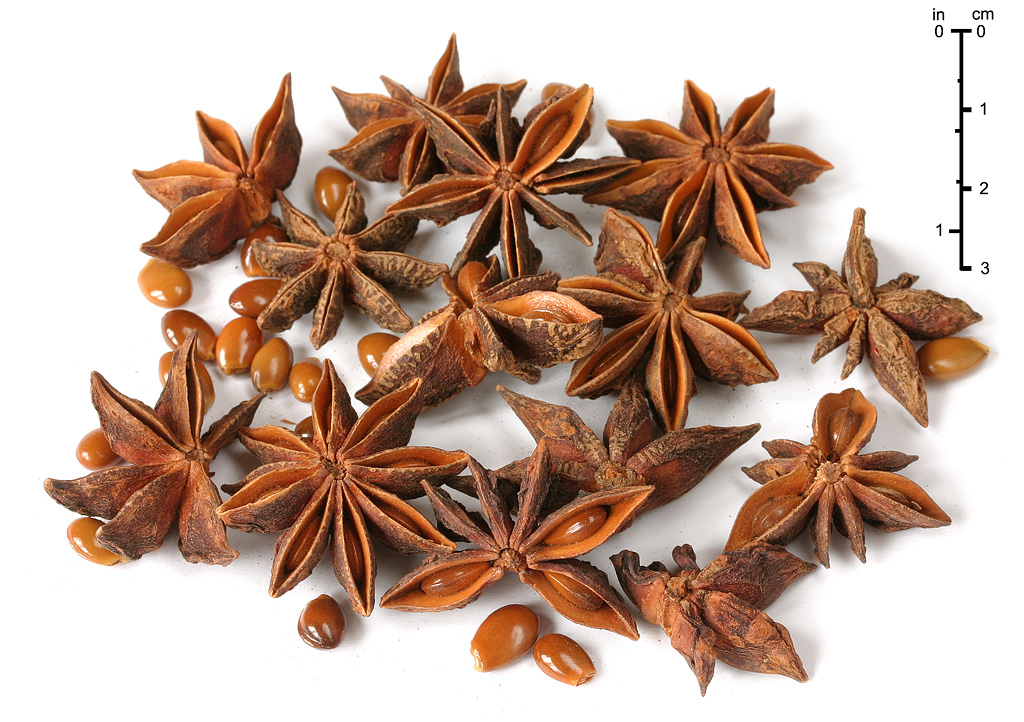
Die verholzten Früchte des Echten Sternanis (Illicium verum) sind Balgfrüchte

Eine Balgfrucht (auch Folliculus) ist eine Öffnungsfrucht oder Streufrucht. Sie besteht meist aus einer trockenen, meistens ledrigen Fruchtwand (Perikarp), die meist mehrere Samen enthält.
Die Balgfrucht entsteht aus einem einzelnen Fruchtblatt in einem oberständigen Fruchtknoten. Dieses Fruchtblatt ist mit einer meist deutlich erkennbaren Bauchnaht verwachsen, an der die Samen sitzen. Entlang dieser Verwachsungslinie an der Unter- oder Bauchseite öffnet sich die Frucht bei der Reife an einer einzigen Naht. Darin unterscheidet sie sich von der Hülsenfrucht, die ebenfalls aus nur einem Fruchtblatt besteht, sich aber sowohl an der Bauch- als auch an der Rückennaht öffnet. Die einzelnen Klappen des Perikarps der Balgfrucht werden auch als Valven bezeichnet.
Oft enthält die Blüte mehrere Fruchtblätter, so dass mehrere Balgfrüchte in einem Wirtel entstehen. Sind diese Einzelfrüchte untrennbar miteinander verwachsen, so dass sie eine Einheit bilden, spricht man von einer Sammelbalgfrucht. Eine Sonderform der Sammelbalgfrucht ist die Apfelfrucht, bei der die einzelnen Bälge von Gewebe des Blütenbodens umwachsen werden. In diesem Fall können sich die Bälge kaum öffnen und die Samen werden erst nach Entfernen des Fruchtfleisches freigesetzt.
Entwicklungsgeschichtlich steht der Balgfrucht die Hülsenfrucht am nächsten. Balgfrüchte sind die ursprünglichste Fruchtform der Bedecktsamigen Pflanzen. Daher sind es auch ursprüngliche Taxa, die Balgfrüchte ausbilden, wie die Gattung der Magnolien (Magnolia), die Familien der Hahnenfußgewächse (Ranunculaceae), Pfingstrosengewächse (Paeoniaceae), Sternanisgewächse (Schisandraceae), Crossosomataceae, Limnocharitaceae, Petrosaviaceae, und die Unterfamilie der Spiraeoideae bei den Rosengewächsen.
Möglich sind auch geflügelte Balgfrüchte wie bei der Gattung Gonolobus. Auch nicht öffnende Balgfrüchte wie bei der Gattung Hunteria sind möglich. Hier sind sie wie auch bei Picralima als Teilfrüchte (Mericarp) einer Spaltfrucht ausgebildet.